# La bella e la bestia - Un magico Natale
La bella e la bestia - Un magico Natale (Beauty and the Beast - The Enchanted Christmas) è un film d'animazione direct-to-video prodotto dalla Disney Television Animation nel 1997 ed è il secondo episodio della trilogia de La bella e la bestia.
Il film è ufficialmente il sequel de La bella e la bestia, in quanto il prologo e l'epilogo si svolgono nel Natale successivo all'infrazione dell'incantesimo, ma per il resto svolge il ruolo di midquel, dato che la parte centrale prende luogo durante il film precedente, dopo lo scontro con i lupi.
In questo film la Bestia proibisce il Natale (perché la sua trasformazione da Principe in Bestia avvenne proprio in questo giorno) finché Belle, Tockins, Lumière, Mrs. Bric e Chicco lo convincono che il Natale è una festa gioiosa. Il film mostra anche, più dettagliatamente, il momento in cui la fata lancia l'incantesimo sul castello, come già narrato nel primo film.

## Trama
Belle e il Principe Adam, trascorso un anno dal loro matrimonio, danno una festa a Natale invitando il padre di lei Maurice e gli abitanti del villaggio al loro castello. Il cerimoniere Lumiere e il maggiordomo Tockins discutono su chi ha riportato il Natale e la felicità al castello, al che la governante Mrs. Bric insiste per spiegare la vera storia, in un lungo flashback ambientato l'anno prima, dopo il salvataggio di Belle dai lupi e prima dello scontro con Gaston.
Belle è entusiasta per il Natale, ma i servitori oggetti del castello le rivelano che la Bestia proibisce ogni festeggiamento. Tutti sono tristi per questo, tranne uno: il malvagio compositore di corte, Maestro Forte, trasformato tempo prima in un gigantesco organo a canne, coadiuvato dal suo assistente e ammiratore Fife, reso flauto. Il secondo in particolare sembra avere Belle in simpatia ma è lusingato da un assolo che Forte ha composto per lui.
Forte, oltre a disprezzare il Natale, a differenza degli altri preferisce rimanere un oggetto, poiché prima di essere trasformato la sua musica non era gradita, mentre ora è magica ed apprezzata ed è la sola cosa che aiuta la Bestia a dimenticare la sua vita passata da umano. Fife decide di aiutarlo in cambio di un assolo da suonare e avere successo. Così rovina a Belle e alla Bestia un appuntamento di pattinaggio sul lago ghiacciato del giardino, per non far rompere l'incantesimo, lasciando la Bestia infuriata con il proprio animo.
Belle tuttavia decide di ricominciare i festeggiamenti e decide di lasciare alla Bestia un regalo natalizio, un libro di racconti scritto da lei, e si decide di riavviare dopo anni i preparativi per la festa. La servitù si dirige nella torre più alta del castello per prendere le decorazioni, e lì incontrano Angelique, una delle vecchie spasimanti di Lumiere, un tempo decoratrice ora trasformata in un angioletto da decorazione, che, rimasta sempre lì senza essere messa sull'albero di Natale, si oppone alla reintroduzione della festività poiché l’odio del Natale da parte della Bestia la rende insicura sulla speranza che la festa può portare. Forte, tramite Fife, scopre le intenzioni di Belle e le rivela alla Bestia che risulta molto contrariata: il principe era stato trasformato dalla fata proprio il giorno di Natale. La Bestia e Belle, in disaccordo tra loro, litigano nella caldaia del castello a proposito delle festività. Nonostante questo Belle lascia alla Bestia il libro che le aveva preparato.
Poco dopo la ragazza incontra finalmente Forte, che le consiglia, nonostante il divieto di lasciare il castello, di avventurarsi nella parte più profonda della foresta per tagliare l’albero di Natale perfetto e far felice la Bestia, affermando falsamente che è la cosa che ama di più della festa. Belle si fa così accompagnare da Chicco e il falegname Axe, trasformato in un'ascia: in realtà è una trappola di Forte per liberarsi definitivamente della ragazza. Mentre cercano Belle nel castello, Lumiere e Tockins scoprono che la ragazza si è addentrata nella foresta nera e la raggiungono nel tentativo di farla subito tornare dalla Bestia che la aspetta per darle il suo regalo di Natale. Forte manda Fife ad assicurarsi che la ragazza non faccia ritorno, in specie insistendo che solo così il flauto avrà il suo brano, e dice alla Bestia che Belle lo ha abbandonato. La Bestia, stregata dalla magia ipnotica del compositore e fuori di sé, distrugge le decorazioni e si precipita alla ricerca della giovane. Intanto, nel bosco, Fife cerca di staccare la slitta dal cavallo Philippe ma finisce per spaventare il cavallo e a far cadere sia Belle che Chicco in un fiume ghiacciato, dove rischiano di annegare. La Bestia arriva tempestivamente e la trae in salvo per poi chiudere Belle nelle segrete del castello per aver disobbedito alla sua volontà. Fife davanti a quella scena si pente di quello che ha fatto comprendendo di avere cercato di fare qualcosa di orribile. Ma gli altri domestici lo confortano. Tuttavia Angelique e gli altri la confortano, capendo che c'è una speranza ancora per tutti.

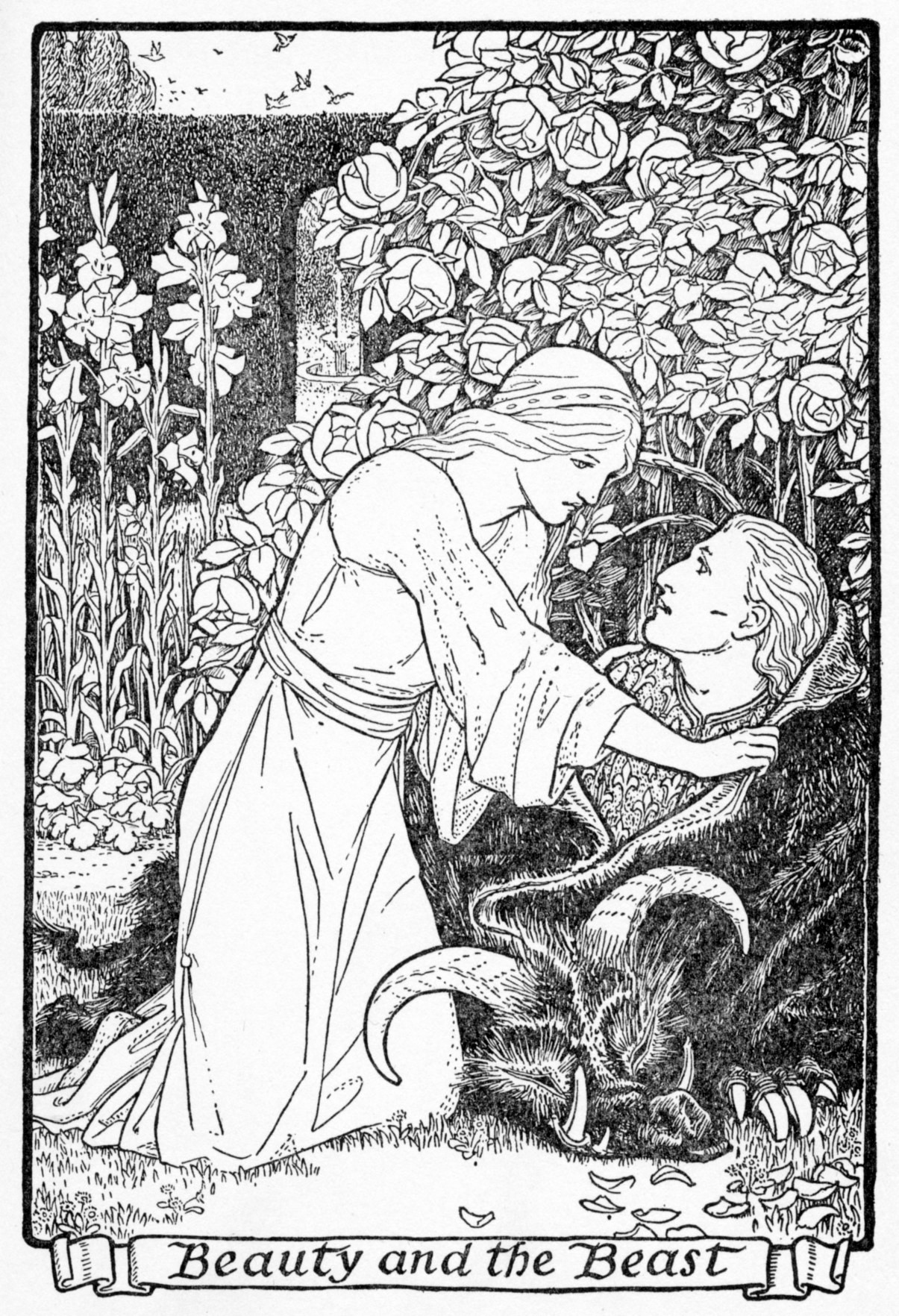
Belle e la Bestia

La Bestia intanto, ancora sotto l’influenza di Forte, sta per distruggere la rosa incantata. Ma in quel momento, come segno di speranza, un petalo cade sul regalo-libro di Belle, che non era stato mai scartato. Incuriosito dal libro, comincia a leggerlo, infischiandosene dello scherno di Forte: in esso scopre che doni o decorazioni non contano, perché il regalo più bello è proprio la speranza. Commosso dalle parole del libro, la Bestia finalmente cambia idea e libera Belle, chiedendole perdono. Forte si infuria: per uccidere i due innamorati e i servitori, usa la sua musica magica ad altissimo volume per distruggere il castello, rivelando inoltre a un contrariato Fife che lo ha ingannato da sempre riguardo al suo assolo. Forte mostra così la sua totale follia e che intende uccidere tutti, incluso lui stesso per fare in modo che tutto, non cambi e che restino per sempre così.
La Bestia prova a fermare Forte, ma è messo in difficoltà dalla sua musica incantata, che sta anche per distruggere l'intero castello. Fife dice che la tastiera di Forte è il suo punto debole, così la Bestia la strappa dal basamento e la distrugge: Forte si stacca dalla parete e muore, anche se con il dispiacere del suo padrone. Belle, la Bestia e la servitù possono così festeggiare il Natale insieme nel salone. Qui finisce il flashback raccontato da Mrs. Bric, che dice che è stata Belle a riportare il Natale al castello.
La storia si conclude alla festa natalizia, con il Principe Adam che prende Belle da parte e le dà una rosa come regalo di Natale, donando il libro di racconti a Chicco ritornato con sembianze umane, mentre si scopre che Fife è ora il nuovo compositore di corte, riscuotendo successo.

## Produzione
Per il film venne deciso una distribuzione direct-to-video dopo che Il ritorno di Jafar e altri sequel di film cinematografici avevano avuto successo nel mercato dell'home video. Il film fu il primo prodotto di una filiale dello studio di Vancouver della Walt Disney Television Animation. Lo studio è stato chiuso nel 2002 a causa di tagli.
Nelle prime fasi della produzione, il film avrebbe dovuto essere un sequel del film originale. Il film avrebbe avuto fra i personaggi Avenant, qui raffigurato come fratello minore di Gaston, come il cattivo. L'obiettivo di Avenant era quello di vendicare Gaston rovinando la vita di Belle e del principe e minacciando di ucciderli. Anche se il personaggio venne tagliato fuori dalla storia e la trama venne cambiata, questo tratto è stato dato a Forte, l'organo a canne, che non voleva che la Bestia tornasse umano. Questa trama fu ispirata dal film del 1946.

## Doppiaggio
Nel doppiaggio italiano, rispetto al primo film, la defunta Isa Di Marzio è stata sostituita da Alina Moradei (doppiatrice ufficiale di Angela Lansbury) per la parte parlata e da Maria Cristina Brancucci per la parte cantata. A cambiare, sia in originale sia in italiano, è anche la voce di Chicco: Davide Perino, il doppiatore del personaggio nel film originale, viene sostituito da Stefano De Filippis.
| Personaggio          | Doppiatore originale                                        | Doppiatore italiano                                         |
| -------------------- | ----------------------------------------------------------- | ----------------------------------------------------------- |
| Belle                | Paige O'Hara                                                | Laura Boccanera (dialoghi) Marjorie Biondo (canzoni)        |
| Bestia/Principe Adam | Robby Benson                                                | Massimo Corvo Fabio Boccanera (flashback)                   |
| Lumière              | Jerry Orbach                                                | Vittorio Amandola                                           |
| Tockins              | David Ogden Stiers                                          | Gianni Vagliani                                             |
| Mrs. Bric            | Angela Lansbury                                             | Alina Moradei (dialoghi) Maria Cristina Brancucci (canzoni) |
| Chicco               | Haley Joel Osment (dialoghi) Andrew Keenan-Bolger (canzoni) | Stefano De Filippis                                         |
| Angelique            | Bernadette Peters                                           | Ilaria Latini (dialoghi) Renata Fusco (canzoni)             |
| Maestro Forte        | Tim Curry                                                   | Franco Chillemi                                             |
| Fife                 | Paul Reubens                                                | Fabrizio Vidale                                             |
| Axe                  | Jeff Bennett                                                | Vittorio Stagni                                             |

## Riconoscimenti
- 1998 - Saturn Award
  - Nomination Miglior film homevideo
- 1998 - Annie Award
  - Nomination Miglior regia a Andrew Knight
  - Nomination Miglior doppiaggio a Tim Curry
  - Nomination Miglior doppiaggio a Jerry Orbach
  - Nomination Miglior sceneggiatura a Flip Kobler, Cindy Marcus, Bill Motz e Bob Roth
  - Nomination Miglior colonna sonora a Rachel Portman e Don Black
- 1998 - World Animation Celebration
  - Miglior produzione homevideo
  - Miglior regia per un film homevideo a Andrew Knight

## Distribuzione
Il film venne distribuito per la prima volta in VHS l'11 novembre 1997. Fu il quarto più alto incasso per un film d'animazione direct-to-video, superando i 180 milioni di dollari, dietro a Aladdin e il re dei ladri (186 milioni). Il DVD uscì invece il 13 ottobre 1998. Entrambe le edizioni vennero presto ritirate dal mercato e il film rimase irreperibile finché la Disney non distribuì l'edizione speciale in DVD e VHS il 12 novembre 2002, subito dopo che lo studio aveva pubblicato il DVD del film originale.
Il nuovo DVD conteneva un video musicale della canzone As Long As There's Christmas del gruppo Play. Erano presenti, inoltre, un gioco intitolato Forte's Challenge, un dietro le quinte di 10 minuti, la Selezione Canzoni Disney e l'Enchanted Environment, che mostrava il castello della Bestia nelle diverse stagioni. Le due edizioni vennero ritirate dal mercato nello stesso momento a gennaio 2003. L'edizione speciale in DVD è stata ripubblicata il 1º dicembre 2010, in seguito all'uscita della Diamond Edition del primo film.
In Italia il film è uscito in videocassetta nel novembre 1998 e nel 2003 e in DVD nel 2002 e nel 2010.

## Accoglienza

### Critica
Secondo il sito web di recensioni Rotten Tomatoes il film ha un punteggio "Rotten" del 13% nella lista Top Critics. Il film ha avuto recensioni discordanti, ma è stato definito migliore del sequel, Il mondo incantato di Belle. Il critico Paolo Mereghetti invece, nel suo dizionario, dà ad entrambi i film una stella e mezza, e definisce La Bella e la Bestia - Un magico Natale «uno scialbo cartoon molto ben animato».

## Colonna sonora
Le partiture e canzoni originali sono state composte da Rachel Portman con parole scritte da Don Black. Le canzoni del film sono state registrate "dal vivo" con un'orchestra e il cast in una stanza, un po' come nel primo film. Sulle ali dell'immaginazione, cantata da Marjorie Biondo, riguarda il regalo di Natale di Belle alla Bestia: un libro di favole, ed è fortemente basata sul motivo finale della Sinfonia n. 5 di Jean Sibelius. Ci sarà sempre il natale, il tema portante del film, riguarda la ricerca della speranza a Natale. La canzone è stata cantata del cast del film con un coro di sottofondo ed è cantata quando Belle e gli oggetti incantati ridecorano il castello per Natale.
Non devi innamorarti, cantata da Franco Chillemi, mostra i piani di Forte per tenere la Bestia lontana da Belle, così da bloccare l'infrazione dell'incantesimo. A ciascuno il suo mestiere, anch'essa cantata dal cast, parla di come il lavoro di squadra e gli amici siano molto importanti nella vita. Un giorno speciale è eseguita durante i titoli di testa da Vittorio Amandola, Gianni Vagliani, Maria Cristina Brancucci e il coro. Una colonna sonora è stata pubblicata negli Stati Uniti il 9 settembre 1997. L'album originale serve come colonna sonora del film e anche come album natalizio con canzoni tradizionali cantate da Paige O'Hara.
Le canzoni italiane sono state racchiuse in un album intitolato Il meglio di La bella e la bestia contenente anche le canzoni del primo film.

### Album
1. Jerry Orbach, David Ogden Stiers, Bernadette Peters, Angela Lansbury e cori – Deck the Halls (Un giorno speciale) – 1:18
2. Paige O'Hara – Stories (Sulle ali dell'immaginazione) – 2:44
3. Paige O'Hara, Jerry Orbach, David Ogden Stiers, Bernadette Peters, Angela Lansbury e cori – As Long As There's Christmas (Ci sarà sempre il natale) – 3:17
4. Tim Curry – Don't Fall In Love (Non devi innamorarti) – 2:34
5. Paige O'Hara e Bernadette Peters – As Long As There's Christmas (Reprise) (Ci sarà sempre il natale - Ripresa) – 1:52
6. David Ogden Stiers, Jerry Orbach e Paige O'Hara – A Cut Above the Rest (A ciascuno il suo mestiere) – 1:07
7. Peabo Bryson e Roberta Flack – As Long As There's Christmas (End Title) – 3:44
8. Paige O'Hara – We Wish You A Merry Christmas (Auguri di un Buon Natale) – 1:42
9. Paige O'Hara – Do You Hear What I Hear (Senti che cosa sento) – 3:29
10. Paige O'Hara – O Come, O Come, Emmanuel/Joy To The World (Vieni, vieni, o Emmanuel/Gioia nel mondo) – 2:42
11. Paige O'Hara – O Christmas Tree (L'albero di Natale) – 2:14
12. Paige O'Hara – The First Noel (Il primo Natale) – 4:01
13. Paige O'Hara – What Child Is This (Che bambino è questo) – 4:07
14. Paige O'Hara – The Twelve Days of Christmas (I dodici giorni di Natale) – 5:18
15. Paige O'Hara – Silent Night (Astro del cielo) – 3:22
16. Danny Elfman – Belle's Magical Gift (Il magico regalo di Belle) – 1:34
17. Danny Elfman – Fife's Yuletide Theme (Il tema natalizio di Fife) – 0:40
18. Danny Elfman – The Enchanted Christmas Finale (Il Finale del Natale Incantato) – 0:46